# Покровский сельсовет (Курская область)
Покровский сельсовет — сельское поселение в Черемисиновском районе Курской области Российской Федерации.
Административный центр — деревня Сельский Рогачик.

## История
Статус и границы сельского поселения установлены Законом Курской области от 21 октября 2004 года № 48-ЗКО «О муниципальных образованиях Курской области».

## Население
| 2002 | 2010 | 2012 | 2013 | 2014 | 2015 | 2016 |
| ---- | ---- | ---- | ---- | ---- | ---- | ---- |
| 675  | ↘563 | ↘543 | ↘520 | ↘506 | ↘483 | ↘466 |
| 2017 | 2018 | 2019 | 2020 | 2021 |      |      |
| ↘448 | ↘441 | ↘430 | ↘426 | ↘397 |      |      |

## Состав сельского поселения
| № | Населённый пункт | Тип населённого пункта          | Население |
| - | ---------------- | ------------------------------- | --------- |
| 1 | Алтуховка        | деревня                         | ↗87       |
| 2 | Огневка          | деревня                         | ↘36       |
| 3 | Подлесье         | хутор                           | ↘36       |
| 4 | Сельский Рогачик | деревня, административный центр | ↘280      |
| 5 | Толстянка        | хутор                           | ↘28       |
| 6 | Удеревка         | деревня                         | ↘78       |
| 7 | Чубаровка        | деревня                         | ↘18       |